# Mark Souder

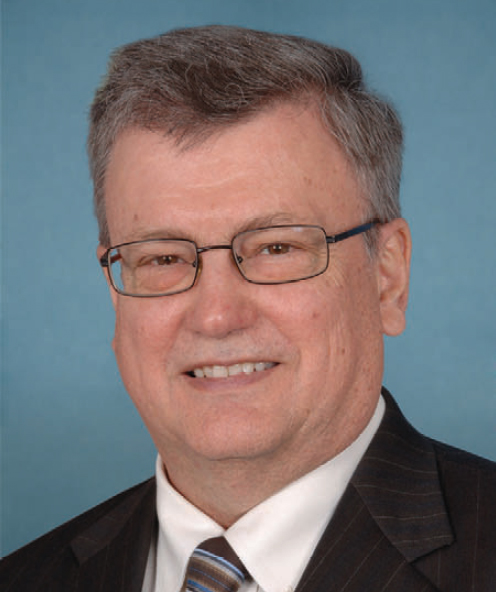
Mark Souder (2009)

Mark Edward Souder (* 18. Juli 1950 in Fort Wayne, Indiana; † 26. September 2022) war ein US-amerikanischer Politiker der Republikanischen Partei. Zwischen 1995 und 2010 vertrat er den Bundesstaat Indiana im US-Repräsentantenhaus.

## Werdegang
Mark Souder besuchte bis 1968 die Leo High School und studierte danach bis 1972 an der Indiana University in Fort Wayne. Er beendete seine Ausbildung im Jahr 1974 mit einem Studium an der University of Notre Dame. Zwischen 1983 und 1993 war er mehrfach Mitglied im Beraterstab des Kongressabgeordneten und späteren US-Senators sowie Botschafters in Deutschland, Dan Coats. In den Jahren 1985 bis 1988 war er für den Kongresssonderausschuss für Kinder, Jugend und Familie als Stabsdirektor tätig. Außerdem arbeitete er als Manager für ein Möbelunternehmen und wurde Eigentümer der Firma Souder’s General Store.
Souder gehörte der Republikanischen Partei an. Bei den Kongresswahlen des Jahres 1994 wurde er im vierten Wahlbezirk von Indiana in das US-Repräsentantenhaus in Washington, D.C. gewählt, wo er am 3. Januar 1995 die Nachfolge von Jill Long Thompson antrat. Nach sieben Wiederwahlen konnte er bis zu seinem Rücktritt am 21. Mai 2010 im Kongress verbleiben. Seit 2003 vertrat er dort als Nachfolger von Timothy J. Roemer den dritten Distrikt seines Staates; zuletzt wurde er im November 2009 mit einem Stimmenanteil von 55 Prozent bestätigt.
Souder war Mitglied im Ausschuss für Innere Sicherheit, im Ausschuss für Bildung und Arbeit und im Committee on Oversight and Government Reform sowie in insgesamt sechs Unterausschüssen. In seine Zeit als Kongressabgeordneter fielen die Terroranschläge am 11. September 2001 und der Irakkrieg sowie der Militäreinsatz in Afghanistan. Souders Rücktritt 2010 war die Folge einer Affäre mit einer verheirateten Mitarbeiterin aus seinem Stab; er selbst war seit 1974 verheiratet und Vater von drei Kindern. Sein Mandat fiel nach einer Nachwahl an Marlin Stutzman.
Mark Souder erkrankte im Januar 2022 an Bauchspeicheldrüsenkrebs, eine Krankheit, an der er im September desselben Jahres im Alter von 72 Jahren starb.